# 洞内愛
洞内 愛（ほらない あい、1982年4月24日 - ）は、日本の女性声優。青森県出身。B-Box所属。

## 略歴
B-Box Actors School出身。

## 人物
青森県特有の方言が特徴。声優を目指した理由は、かつて井上和彦が雑誌に連載していたコーナー『声優教室』の真似をしていたことから。演じるキャラクターは少年の声など様々である。2006年に放送された『妖怪人間ベム』においては、師匠である井上と主要キャラ同士で共演した。
2011年9月22日、ブログにて5月に入籍したことを発表した。2012年7月24日、22日に第1子を出産したことを発表した。2016年3月、第2子妊娠を発表、同年5月末に女児を出産。

## 出演
太字はメインキャラクター。

### テレビアニメ
2004年
- スクールランブル（嵯峨野恵、百合っぺ）
- レジェンズ 甦る竜王伝説（マック母 他）

2005年
- うえきの法則（サム、四ツ星ナビ獣、バロン〈幼少期〉）

2006年
- 牙 -KIBA-（カレン）
- 彩雲国物語（影月〈幼少期〉、碧万里）
- 人造昆虫カブトボーグ V×V（畠山、隣町の五年生）
- スクールランブル 二学期（嵯峨野恵）
- 蒼天の拳（女2、女性2、VIP嬢、美女2、美女3）
- NARUTO -ナルト-（少年・少女たち）
- 妖怪人間ベム（第2作）（ベロ）

2007年
- おねがいマイメロディ すっきり♪（ヨシオ）
- がくえんゆーとぴあ まなびストレート!（上原大雪）
- CLAYMORE（テオの町人〈女〉B）
- MOONLIGHT MILE（ウェイトレス、エリザベータ〈少女時代〉） - 2シリーズ
- ロミオ×ジュリエット（女性）

2008年
- GUNSLINGER GIRL -IL TEATRINO-（ピノッキオ幼少期）
- チーズスイートホーム（2008年 - 2009年、店員さん、男の子、子供1、受付の女性、お隣さん 他） - 2シリーズ
- true tears（真由、バスケ部員、麦端バスケ部8番、女子生徒A、一般生徒B）
- バトルスピリッツ 少年突破バシン（2008年 - 2009年、生徒A、生徒、委員長、男子生徒）
- 魍魎の匣（女生徒C）
- 遊☆戯☆王5D's（龍亞）

2009年
- 青い文学シリーズ
  - 「人間失格」（給仕、子供）
  - 「桜の森の満開の下」（女房B）
  - 「蜘蛛の糸・地獄変」（子供）

- 蒼天航路（劉弁、子供、少女B、侍女A、女性信者B、楽女B、黄巾党女性C、農民C）
- 続 夏目友人帳（男子生徒）
- バトルスピリッツ 少年激覇ダン（2009年 - 2010年、ズングリー）
- ONE OUTS -ワンナウツ-（売り子）

2010年
- はなかっぱ（2010年 - 、やまのふじ、ブタのお母さん、綺麗なお姉さん、ももかっぱの母、姫、アリちゃん、ベーヤの母、すみれ、虫歯のキンくん、カエルのケロ助、小グモのクモ太、のっぺらぼうの女の子、いや坊、ウミヘビ、はなかっぱの双子）
- ひめチェン!おとぎちっくアイドル リルぷりっ（七光ツヨシ）
- 毎日かあさん（従兄弟A）

2011年
- 逆境無頼カイジ 破戒録篇（アナウンス）

2014年
- Wake Up, Girls!（2014年 - 2017年、絹宮サキ / 男鹿なまはげーず） - 2シリーズ

2024年
- 変人のサラダボウル（永縄真美）

### 劇場アニメ
2000年代
- 劇場版 NARUTO -ナルト- 大活劇!雪姫忍法帖だってばよ!!（2004年）
- 劇場版 NARUTO -ナルト- 大興奮!みかづき島のアニマル騒動だってばよ（2006年）
- 白いファンタジア（2007年、大原明日香）

2010年代
- 10thアニバーサリー 劇場版 遊☆戯☆王 〜超融合!時空を越えた絆〜（2010年、龍亞）
- TRIGUN Badlands Rumble（2010年）
- 星を追う子ども（2011年、生徒）
- はなかっぱ 花さけ!パッカ〜ん♪ 蝶の国の大冒険（2013年、やまのふじ）
- THE LAST -NARUTO THE MOVIE-（2014年、悪童、くノ一）
- Wake Up, Girls! Beyond the Bottom（2015年、絹宮サキ／男鹿ナマハゲーズ）

### OVA
- 遊☆戯☆王5D's 進化する決闘! スターダストVSレッド・デーモンズ（2008年、龍亞）
- BLACK LAGOON Roberta's Blood Trail（2010年、男の子）
- SUPERNATURAL: THE ANIMATION（2011年、サリー、赤ん坊〈ライアン〉、イヴリン、サンドラ、リサ、白いワンピースの少女 他）

### Webアニメ
- バトルスピリッツ サーガブレイヴ（2019年 - 2020年、ズングリー）

### ゲーム
2004年
- レジェンズ 激闘!サーガバトル（ウィルウォーウィプス）

2006年
- 今日からマ王!〜おれさまクエスト〜
- スクールランブル二学期 恐怖の(?)夏合宿! 洋館に幽霊現る!? お宝を巡って真っ向勝負!!!の巻（嵯峨野恵）
- 龍刻 RYU-KOKU（銀杏）

2007年
- リーズのアトリエ 〜オルドールの錬金術士〜（ニット）

2008年
- 無限のフロンティア スーパーロボット大戦OGサーガ

2009年
- マグナカルタ2
- バトルスピリッツ 輝石の覇者（ズングリー）
- 遊☆戯☆王 ファイブディーズ Wheelie Breakers (ウィーリーブレーカーズ)（龍亞）
- 遊☆戯☆王ファイブディーズ タッグフォース4（龍亞）

2010年
- 無限のフロンティアEXCEED スーパーロボット大戦OGサーガ
- 猛獣使いと王子様（ディルク）
- 遊☆戯☆王ファイブディーズ タッグフォース5（龍亞）

2011年
- 猛獣使いと王子様 〜Snow Bride〜（ディルク）
- 猛獣使いと王子様 Portable（ディルク）
- 遊☆戯☆王5D's Duel Transer（龍亞）
- 遊☆戯☆王ファイブディーズ タッグフォース6（龍亞）

2012年
- 猛獣使いと王子様 〜Snow Bride〜 Portable（ディルク）

2015年
- 猛獣使いと王子様 〜Flower & Snow〜（ディルク）

2018年
- 遊戯王デュエルリンクス（龍亞）

### ドラマCD
- 課長の恋
- 彩雲国物語 恋愛指南争奪戦!（女官）
- 純情ロマンチカ
- スクールランブル（嵯峨野恵）
- 猛獣使いと王子様 ドラマCD 〜パン屋☆パニック!〜（ディルク[10]）
- 龍刻（銀杏）
- レジェンズ ドラマCD完全版 レジェンズ犬が来るんだワン! 前編・後編

### 舞台
- 劇団大富豪第7回公演「流星」（2011年8月3日 - 7日、笹塚ファクトリー）

### ラジオ
- 井上和彦のRADIO B（ぽけら、2009年-）

## ディスコグラフィ

### キャラクターソング
| 発売日        | 商品名          | 歌           | 楽曲                    | 備考                                                  |
| ------------- | --------------- | ------------ | ----------------------- | ----------------------------------------------------- |
| 2016年3月25日 | Wake Up, Best!2 | なまはげーず | 「無限大ILLUSION」      | 劇場アニメ『Wake Up, Girls! Beyond the Bottom』挿入歌 |
| 2018年3月28日 | Wake Up, Best!3 | なまはげーず | 「無限大ILLUSION 2017」 | テレビアニメ『Wake Up, Girls! 新章』挿入歌            |

### シリーズ一覧
1. ↑  1stシーズン『-Lift off-』（2007年）、2ndシーズン『-Touch down-』（2007年）
2. ↑  第1期（2008年）、第2期『あたらしいおうち』（2009年）
3. ↑  第1期（2014年）、第2期『新章』（2017年）

### ユニットメンバー
1. ↑  洞内愛、明石香織、小笠原早紀